# Zöldhátú légykapó
A zöldhátú légykapó (Ficedula elisae) a madarak osztályának verébalakúak (Passeriformes) rendjéhez és a  légykapófélék (Muscicapidae) családjához tartozó faj.

## Rendszerezése
A fajt Hugo Weigold német zoológus írta le 1922-ben, a Muscicapa nembe Muscicapa elisae néven. Egy időben  a nárcisz légykapó alfajaként sorolták be, Ficedula narcissina elisae néven is.

## Előfordulása
Kína északkeleti részén fészkel, telelni délre vonul, eljut Malajzia, Thaiföld és Vietnám területére. Természetes élőhelyei a mérsékelt övi erdők, szubtrópusi vagy trópusi száraz erdők, mangroveerdők és cserjések, folyók és patakok környékén, valamint szántóföldek és vidéki kertek.

## Természetvédelmi helyzete
Az elterjedési területe nagyon nagy, egyedszáma pedig stabil. A Természetvédelmi Világszövetség Vörös listáján nem fenyegetett fajként szerepel.